# Pia Vogel
Pour les articles homonymes, voir Vogel.
Pia Vogel, née le 8 janvier 1969 à Sursee, est une rameuse d'aviron suisse.

## Carrière
Elle participe aux Jeux olympiques de 2000 de Sydney où elle termine cinquième de l'épreuve de deux de couple poids légers.
Elle remporte aussi deux médailles d'or et deux médailles de bronze aux Championnats du monde d'aviron.